# ドイ・インタノン山
ドイ・インタノン山（タイ語: ดอยอินทนนท์ 発音）は、タイ王国で最も高い山である。チエンマイ県メーチェム郡に位置し、世界の地形学的に著名な山々のリストにも含まれる。過去には「大きな山」を意味する「ドイ・ルアン」または、ふもとの近くに多くのカラスが集まる池があることから「カラスの水桶」の意味の「ドイ・アーンガー」と呼ばれていた。名称「ドイ・インタノン」は、かつて森の保護に努めたチエンマイ領主インタウィチャヤーノン大公に敬意を表して与えられた。王は、王の死後、遺体をこの地に納めるように命じ、王の娘であるダーラー・ラッサミー妃によって、1897年に「ドイ・ルアン」から改名された。
ドイ・インタノン山の頂上は、元旦に12,000人を超える来訪者を迎えるなどのタイ国内外両方の観光客に人気の観光地となっている。観光施設のほかには、タイ王国空軍の気象レーダー・アンテナがある。

## 地理
ドイ・インタノン山は、ミャンマー国境に広がるダエンラオス高地からタイ高地を南へ連なるシャンヒルズ地域の一部で、タノントンチャイ山脈の東部分のインタノン山脈（タイ語: ทิวเขาอินทนนท์）における最高峰である。シャンヒルズの山系の南西端であるこの地域は、サルウィン川水系とメコン川水系の分水嶺となっている。ダエンラオス高地の他の高い山は、ドイルアンチェンダオ山( 2,175m)、ドイプイ山( 1,685m)、そしてドイステープ山( 1,601m)がある。
1954年、ドイ・インタノン山周辺の森は、タイ王国最初の14国立公園の一つとしてドーイ・インタノン国立公園に定められた。この公園は、現在 482.40km2をカバーし、山頂の 2,565mから 800mの低地まで広がる。頂上付近は、高湿度、年平均気温は12℃で冬季間は氷点下になることもある。このような公園内の様々な気候や生態系の地域特性は、360以上の鳥類を含む動物種の豊富さに結びついてる。
すそ野の山岳部族カレン族のBan Sop Had村の近くに、ワチラターン滝（タイ語: น้ำตกวชิรธาร、直訳「ダイアモンド·クリーク」）がある。滝は、花崗岩の急斜面に沿って流れ落ちる北緯18度32分30秒 東経98度35分57秒 / 北緯18.541790度 東経98.599247度。

## 2つの仏塔
頂上への主要道路に2つの仏塔が建っている。一つは〈大地と空の強さ〉という意味のナパメータニードン（นภเมทนีดล）と、もう一つは〈空の強さと大地の優美さ〉の意味を持つナパポンプーミシリ（นภพลภูมิสิริ）である。これらの寺院は、1987年のプミポン・アドンヤデート王の60歳の誕生日と、1992年のSirikit女王の60歳の誕生日を、それぞれ記念して建立された。

## 地質
地質学的には、山脈の南北方向に配された花崗岩バソリスで構成される。この範囲の中で次に高い山は、2,340mの Doi Hua Mot Luang山である。

## ギャラリー

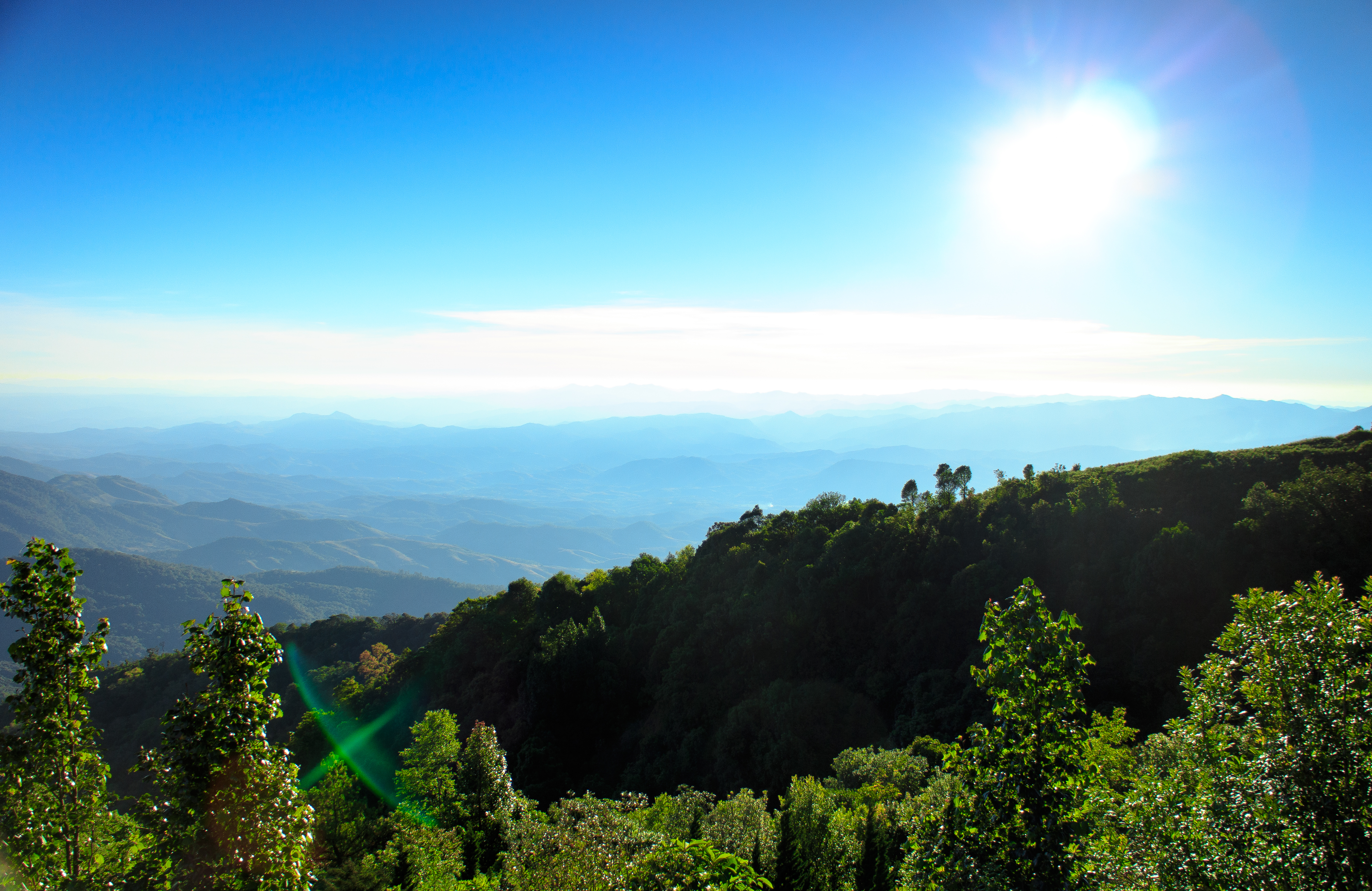
ドイ・インタノン山から西方を望む
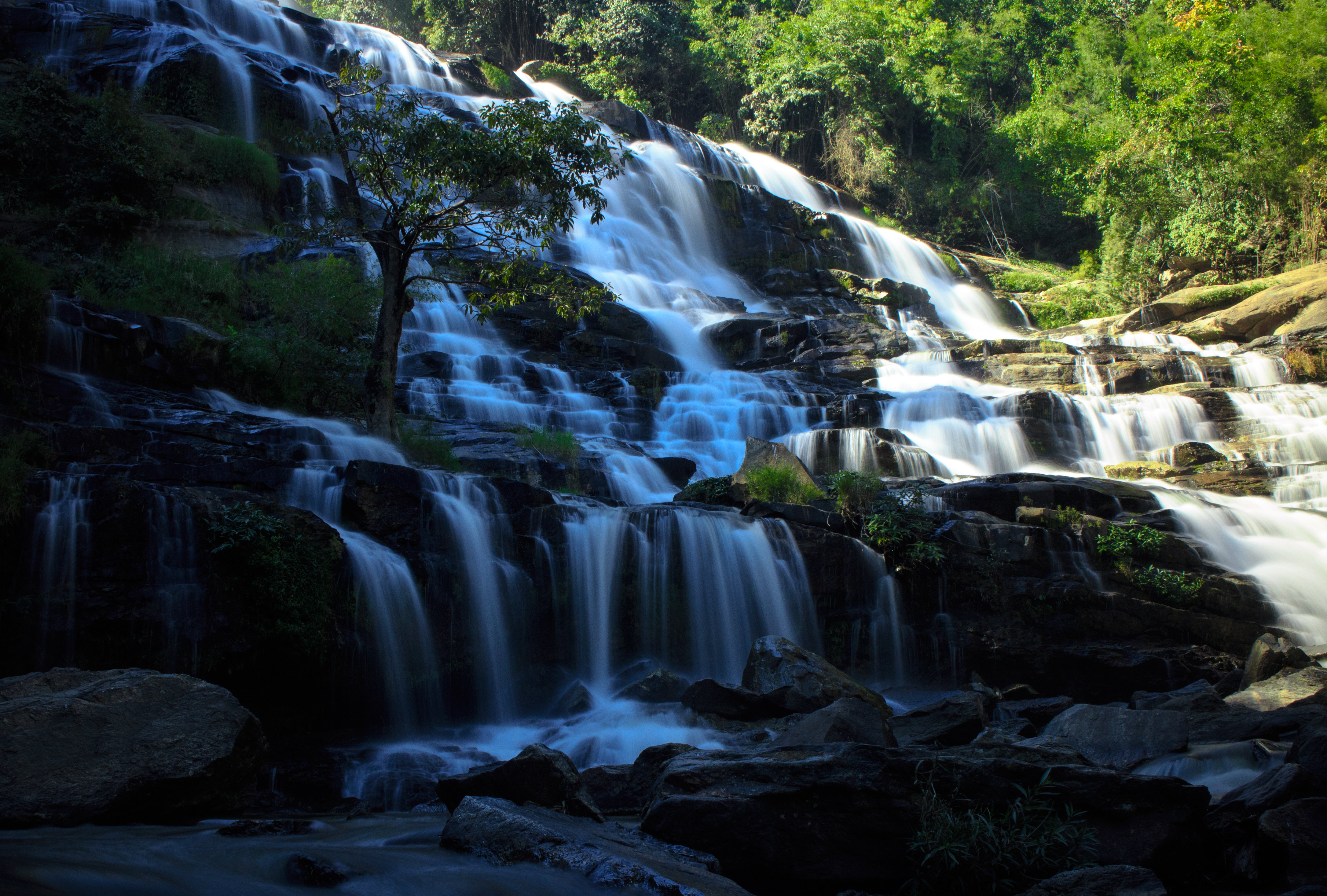
メーヤ滝
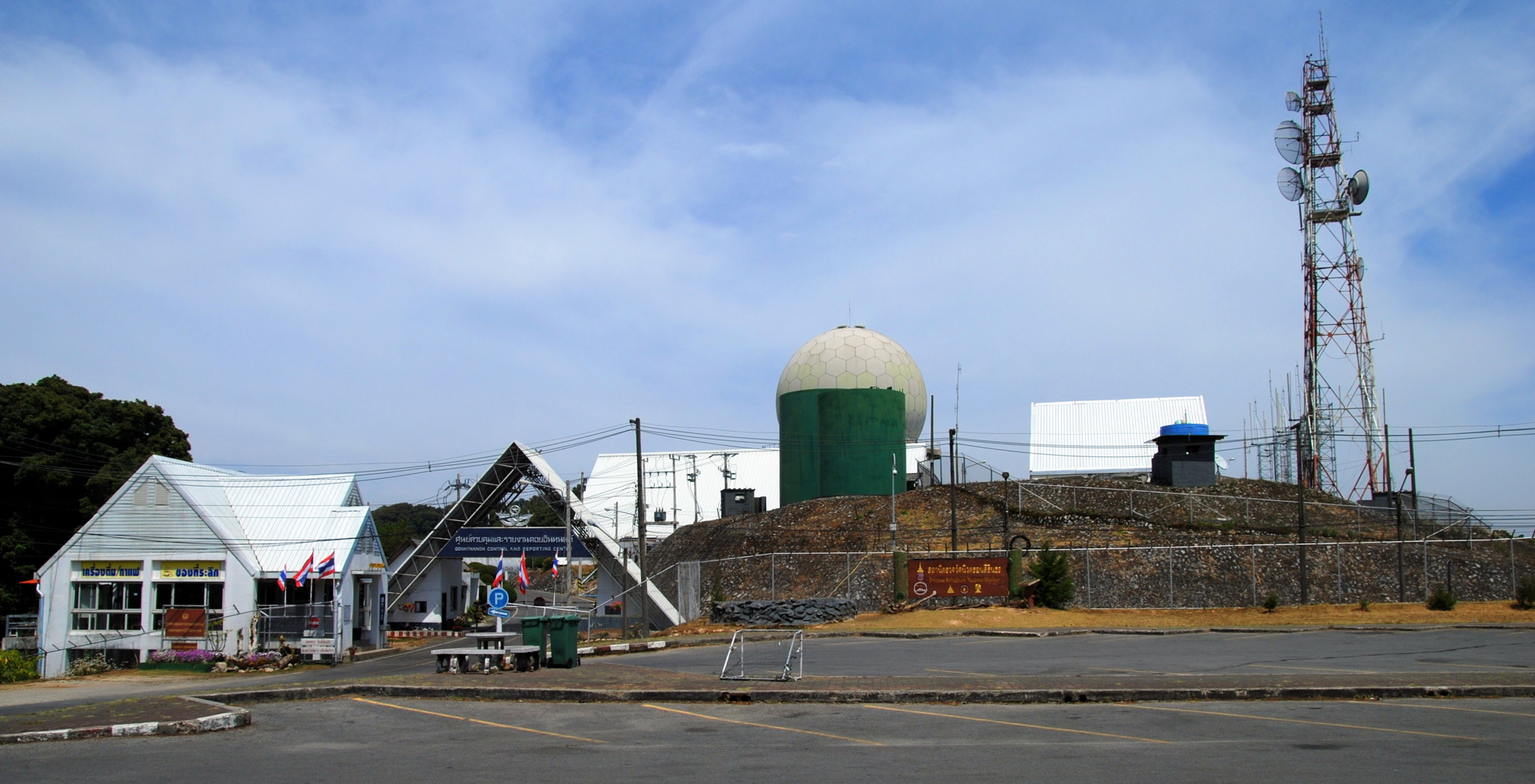
タイ空軍が運用するレーダーサイト
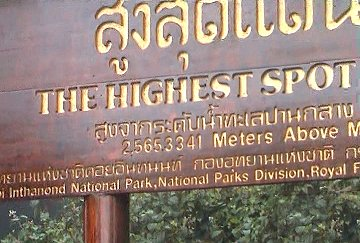
頂上の案内看板